# Jeff Ward (piloto)
Jeff Ward (Glasgow, 22 de junho de 1961) é um motociclista e ex-automobilista escocês radicado nos Estados Unidos.

## Carreira
Ward é o primeiro motociclista a ganhar todos os títulos de relevância da AMA, totalizando onze conquistas (sete pilotando uma moto Kawasaki, outras quatro com uma moto Honda, a qual aderiu em 2003).

## IRL
Paralelamente à sua carreira no motocross, Ward corria na IRL (atual IndyCar Series), tendo largado em 62 provas, vencido uma (no Texas, em 2002), obtido duas poles e subindo oito vezes ao pódio. Sua melhor classificação foi em 1998, com um 6º lugar.
Ele já havia participado da CART (Champ Car) em 1995, mas não se classificou para as 500 Milhas de Indianápolis daquele ano. Em oito participações na famosa prova, o melhor resultado de Jeff foi um segundo lugar em 1998. No ano anterior, chegou em terceiro e foi o melhor estreante.